# 第一代克莱德男爵科林·坎贝尔
第一代克莱德男爵科林·坎贝尔陆军元帅 GCB KCSI（1792年10月20日—1863年8月14日）是一位英国陆军军官。坎贝尔曾参加半岛战争和1812年战争，后在第一次鸦片战争期间指挥第98步兵团，在第二次英锡战争期间指挥一个旅。在克里米亚战争期间，坎贝尔在阿尔马河战役中指挥高地步兵旅，并凭借他特殊的战术击退了俄国人对巴拉克拉瓦的进攻。在印度起义的早期阶段，他成为印度英军总司令。担任该职务时，他瓦解了起义军对勒克瑙的围困并带领军队撤出了该地。在第二次坎普尔战役中击败塔蒂亚·托佩后，英军再次夺取了勒克瑙。在担任总司令期间，他处理了东印度公司部队中的“白色叛变”，并在第二次鸦片战争时组织部队前往中国参战。

## 早期生活
科林·坎贝尔原名科林·麦克利弗（Colin Macliver），是格拉斯哥木工约翰·麦克利弗（John Macliver）家中四个孩子中的老大。他还是个男孩时，他的母亲和他的一个双胞胎姐妹就去世了，科林唯一的兄弟在半岛战争中阵亡。在格拉斯哥文法学校接受教育后，他的叔叔约翰·坎贝尔少校接过了他的抚养权，并将他送到戈斯波特的皇家军事和海军学院。
坎贝尔最常被引用的改名故事是，当他于1808年作为少尉进入第9东诺福克步兵团时，他的叔叔把他引荐给约克公爵，约克公爵假定这个男孩的姓氏是坎贝尔，并让科林以这个姓氏入伍。这个故事最早是在克里米亚战争期间流传开来。新闻界对他改名的原因很着迷，而且谣言四起，说他实际上是坎贝尔少校的私生子，所以科林的堂兄、记者彼得·麦克利弗编造了约克公爵的故事。不仅一个少尉会见军队总司令约克公爵非常不寻常，而且坎贝尔当时在怀特岛，而不在伦敦。此外，第9步兵团团长罗伯特·布朗里格将军在坎贝尔入伍前写信给约克公爵，称这个15岁的男孩为“科林·坎贝尔先生”。显然，坎贝尔在刊登宪报之前就已经更改了他的名字。

## 军旅生涯

### 下级军官
1808年5月26日，坎贝尔成为第9步兵团的一名少尉。他的第一次战斗经历在1808年8月21日，当时处于半岛战争期间，他在阿瑟·韦尔斯利的带领下参加了维梅鲁战役。坎贝尔的步兵营留在葡萄牙，在约翰·摩尔爵士进军西班牙并随后撤退到拉科鲁尼亚期间在摩尔军中服役。坎贝尔的步兵营没有参加1809年1月的科鲁尼亚战役，当时他的部队担任英军的后备部队。1809年7月15日，坎贝尔晋升中尉并参加了灾难性的瓦尔赫伦岛战役，他在那里感染了疟疾。

坎贝尔于1810年被派往直布罗陀，并于1811年3月的巴罗萨战役中指挥第9步兵的侧翼步兵连。托马斯·格雷厄姆将军于此战中开始注意到坎贝尔。坎贝尔于1813年6月参加了维多利亚战役和圣塞巴斯蒂安围城战。在1813年7月25日的第一次进攻中，坎贝尔在领导一个冲锋队时两次受伤。1813年10月，坎贝尔率领第9轻步兵连时在比达索阿战役中第三次负伤。1813年11月3日，他被提升为第60国王皇家步枪团第7营的一位上尉，并派往新斯科舍省的哈利法克斯，但他来不及参加1812年战争就带着伤病返回欧洲。由于滑铁卢战役后军队的收缩，皇家步枪团的兵力急剧减少。为了避免薪水减半，坎贝尔于1818年11月26日转到第21皇家北不列颠燧发枪团。该团首先被派往巴巴多斯，然后被派往德梅拉拉，坎贝尔在那里成为州长的副官。

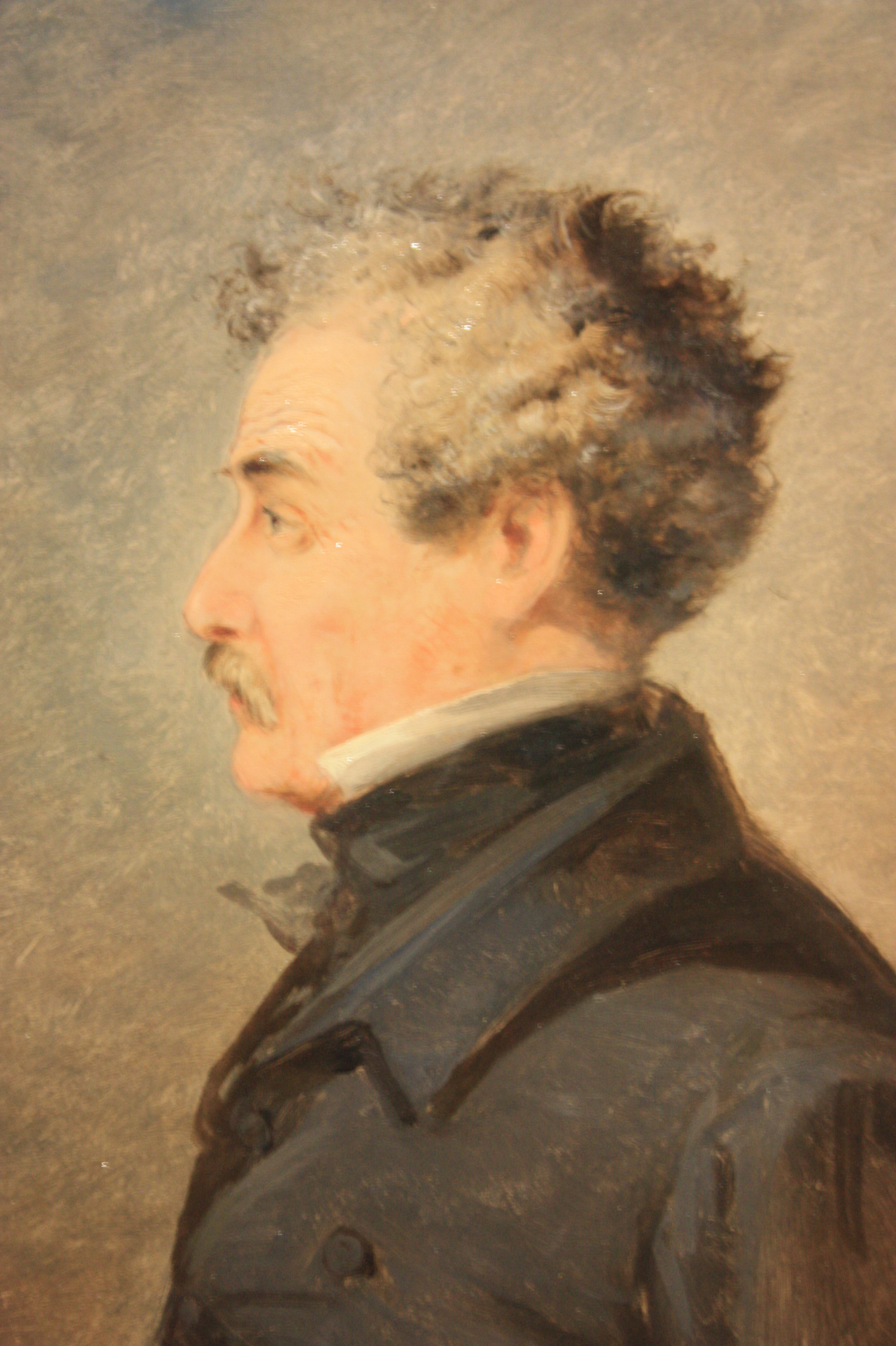
托马斯·琼斯·巴克（Thomas Jones Barker）于1860年创作的科林·坎贝尔画像
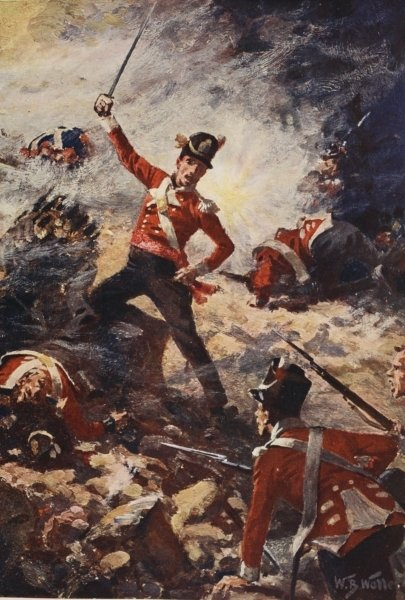
1813年，坎贝尔在圣塞巴斯蒂安围城战中率领步兵冲锋
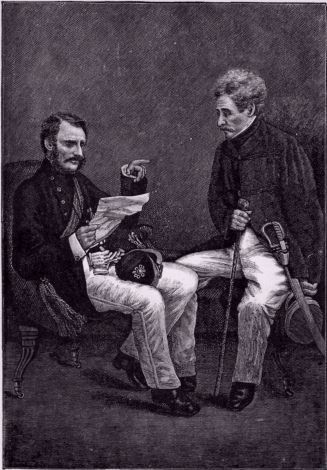
科林·坎贝尔（右）与第一代桑德赫斯特男爵威廉·曼斯菲尔德

### 指挥官
坎贝尔的步兵团在返回英格兰后于1828年被派往爱尔兰。从1830年底开始，该团参与了爱尔兰什一税战争。坎贝尔于1835年5月8日成为第9步兵团的团长，随后于同年6月19日转任第98步兵团团长。坎贝尔在第一次鸦片战争期间于1842年7月在镇江战役中指挥自己的部队作战。1842年12月23日，坎贝尔晋升上校，并于当年年底成为驻香港英军的训练部队指挥官。他于同日被任命为女王的侍从官，并于次日获得巴斯勋章。
1847年，坎贝尔在印度拉合尔担任英国军队的一个步兵旅的旅长。1848年11月，他率领他的旅参加了拉姆讷格尔战役，并在1849年1月率领一个师参加了奇连瓦拉战役。坎贝尔于1849年2月的第二次英锡战争期间继续作为师长参加了决定性的古吉拉特战役。1849年6月5日，他获得巴斯骑士指挥官勋章。在拉瓦尔品第平息了当地当地军队的叛变后，坎贝尔被派往白沙瓦。印度总督达尔豪斯勋爵要求坎贝尔指挥英军对帕坦部落惩戒式的征讨。最后，当达尔豪斯要求坎贝尔入侵斯瓦特山谷时，坎贝尔表示厌恶并宣布辞职了。
1854年，坎贝尔被任命为第67步兵团团长，随后转任第93步兵团团长。

### 克里米亚战争
1854年初，在克里米亚战争爆发后不久，坎贝尔成为了高地旅的旅长。他于1854年2月21日晋升准将，并于1854年6月20日晋升少将。高地旅在1854年9月的阿尔马河战役中表现出色，坎贝尔凭借他的“高地人战线”于1854年10月击退了俄军对巴拉克拉瓦的进攻。他于1855年1月23日代中将衔，并于同年7月5日获得巴斯骑士大十字勋章。剑桥公爵返回英国后，坎贝尔接管了英军第1步兵师（下辖近卫旅和高地旅），并在1855年9月的大热丹战役中指挥了该师。1855年12月28日，坎贝尔代上将衔。1856年6月4日，坎贝尔正式晋升中将。此时坎贝尔希望可以成为克里米亚英军总司令，但随着威廉·科德林顿爵士被任命为司令，坎贝尔一气之下回到了家。后来，阿尔伯特亲王建议将驻克里米亚的军队分成两个军团，而坎贝尔则可以成为一个军团的司令。潘穆尔勋爵也请求维多利亚女王让坎贝尔返回指挥其中一支军团，坎贝尔接受了这一职位。然而，等坎贝尔回到克里米亚的时候，战争已经基本结束了。1856年7月至9月，坎贝尔任东南军区司令。由于他在克里米亚战争中的贡献，坎贝尔于1856年8月11日被授予撒丁岛圣莫里斯和拉撒路大十字勋章，并于1858年3月2日被授予奥斯曼帝国一等梅迪杰勋章。1858年6月9日，东印度公司董事会授予坎贝尔每年2,000英镑的终生年金。

### 印度总司令

第93高地团和第4旁遮普团勒克瑙屠杀了2,000名叛军

1857年7月11日，在印度起义的早期阶段，巴麦尊勋爵把驻印度的所有英国军队的指挥权交给了坎贝尔并让坎贝尔代上将衔。坎贝尔于次日离开英国，在1857年8月抵达加尔各答。1857年11月，坎贝尔援救并疏散了勒克瑙。在同年12月的第二次坎普尔战役中，坎贝尔击败坦提亚·托普后，他于次年3月再次占领勒克瑙。1858年5月14日，坎贝尔正式晋升上将，并于同年8月3日获得爵位，成为苏格兰克莱兹代尔的克莱德男爵。1858年秋，面对东印度公司欧洲军队未收到入伍赏金的进一步叛变，他动用英国军队执行纪律，直到英国内阁同意做出一些让步。此后，坎贝尔继续指挥驻印英军直到叛乱被平息，然后他于1860年6月返回英国。

## 退休和纪念

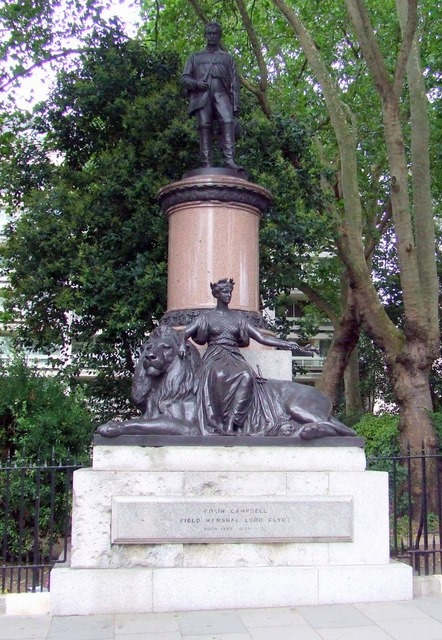
伦敦滑铁卢广场的克莱德勋爵雕像

退休后，坎贝尔住在伦敦伯克利广场10号。1862年11月9日，坎贝尔晋升陆军元帅。他于1863年8月14日在查塔姆去世，葬于西敏寺。

## 家庭
坎贝尔从未结过婚，也没有任何孩子。

## 引文
1. 1 2 3 4 5 6 7 8  Heathcote, p. 69
2. ↑  Greenwood p. 27
3. 1 2  Stephens, H. M. .  線上版. 牛津大學出版社. 2004. doi:10.1093/ref:odnb/4489. 需要订阅或英国公共图书馆会员资格
4. ↑  Greenwood p. 308
5. ↑  . 倫敦憲報. 28 May 1808.
6. ↑  . 倫敦憲報. 11 July 1809.
7. ↑  Marjie Bloy, Ph.D. .   [11 January 2014]. （原始内容存档于2023-01-05）.
8. 1 2 3 4 5  Heathcote, p. 70
9. ↑  . 倫敦憲報. 7 June 1849.
10. ↑  Greenwood p. 232-3
11. ↑  . 倫敦憲報. 12 December 1854.
12. ↑  . 倫敦憲報. 26 January 1858.
13. ↑  . 倫敦憲報. 21 February 1854.
14. ↑  . 倫敦憲報. 22 June 1854.
15. ↑  . 倫敦憲報. 23 January 1855.
16. ↑  . 倫敦憲報. 10 July 1855.
17. ↑  . 倫敦憲報. 28 December 1855.
18. ↑  . 倫敦憲報. 8 July 1856.
19. ↑  Greenwood p. 310-13
20. 1 2 3 4 5 6  Heathcote, p. 71
21. ↑  . 倫敦憲報. 12 August 1856.
22. ↑  . 倫敦憲報. 2 March 1858.
23. ↑  . 倫敦憲報. 11 June 1858.
24. ↑  . 倫敦憲報. 17 July 1857.
25. ↑  . 倫敦憲報. 14 May 1858.
26. ↑  . 倫敦憲報. 6 August 1858.
27. ↑  Wheatley, p. 165
28. ↑  . 倫敦憲報. 10 November 1862.

## 延伸阅读

### 书目
- Anonymous. . George Vickers. 1858  [2023-01-05]. （原始内容存档于2023-01-06）.
- Campbell, Colin. . Ridgway. 1851.
- Shadwell, Lawrence. . Blackwood. 1881.